# Xeka
Xeka (* 10. November 1994 in Rebordosa; bürgerlich Miguel Angelo da Silva Rocha) ist ein portugiesischer Fußballspieler, der als Mittelfeldspieler agiert.

## Karriere
Xeka wurde in Rebordosa (Paredes) geboren und spielte bis zu seinem 17. Lebensjahr Jugendfußball bei drei Vereinen, darunter der FC Valencia aus Spanien. Nach seiner Rückkehr in seine Heimat begann er als Profi in der zweiten Mannschaft von Sporting Braga in der Segunda Liga zu spielen. Zwischen 2014 und 2016 wurde er für zwei Jahre an SC Covilhã ausgeliehen.
Xeka wurde im Oktober 2016 von Trainer José Peseiro in das erste Team von Braga berufen. Er gab sein Debüt in der Primeira Liga Ende des Monats bei einem 1:0-Heimsieg gegen GD Chaves. Er spielte jedoch kaum noch für die erste Mannschaft, als Jorge Simão Ende des Jahres der neue Trainer wurde.
Am 31. Januar 2017 wurde Xeka bis zum Ende der Saison 2016/17 in die französische Ligue 1 an den OSC Lille. Dort kam er bis zum Saisonende zu 13 Ligue-1-Einsätzen (alle von Beginn), in denen er ein Tor erzielte. Zur Saison 2017/18 erwarb der OSC Lille schließlich die Transferrechte an Xeka. Nach einem Einsatz am 4. Spieltag wurde er Ende August 2017 bis zum Saisonende an den Ligakonkurrenten FCO Dijon ausgeliehen. Dort kam er zu 17 Erstligaeinsätzen, in denen er 2 Tore erzielte.
Zur Saison 2018/19 kehrte Xeka zum OSC Lille zurück und wurde in der Folge einer der wichtigsten Spieler seines Teams. In der Saison 2020/21 gewann der OSC Lille die französische Meisterschaft. Xeka steuerte 33 Einsätze bei, stand jedoch nur 11-mal in der Startelf und erzielte ein Tor. Im Sommer 2022 lief sein Vertrag in Lille aus. Mitte September 2022 nahm Stade Rennes den Portugiesen unter Vertrag.

## Erfolge
- Französischer Meister: 2021
- Französischer Supercupsieger: 2021